# Piracanjuba (peixe)
Brycon orbignyanus, popularmente conhecido como Piracanjuba (GO, MG, MS, SP, PR, SC, RS);Piracanjuva (SC, RS); Bracanjuva (SC, RS) ou Bracanjuba (SC, RS), é um peixe que habita na bacia do Rio de la Plata e que está em risco de extinção. Chega a medir até 80 centímetros de comprimento e pesar mais de 6 quilogramas. É um peixe migratório e de grande valor econômico, facilmente encontrado nos leitos dos rios dos estados brasileiros Mato Grosso do Sul, São Paulo, Minas Gerais, Paraná e principalmete Goiás
.

## Etimologia
"Piracanjuba" é um termo de origem tupi que significa "peixe de cabeça amarela", através da junção de pirá (peixe), akanga (cabeça) e îuba (amarela).

## Descrição biológica

### Distribuição
A distribuição da espécie está limitada à bacia hidrográfica do rio Paraná, rio Uruguai e rio da Prata, respectivamente, no Brasil, Uruguai e Argentina. Os Brycon orbignyanus habitam  rios de de grande e médio porte, bem como nos pequenos lagos ligados a eles.

### Características e comportamento

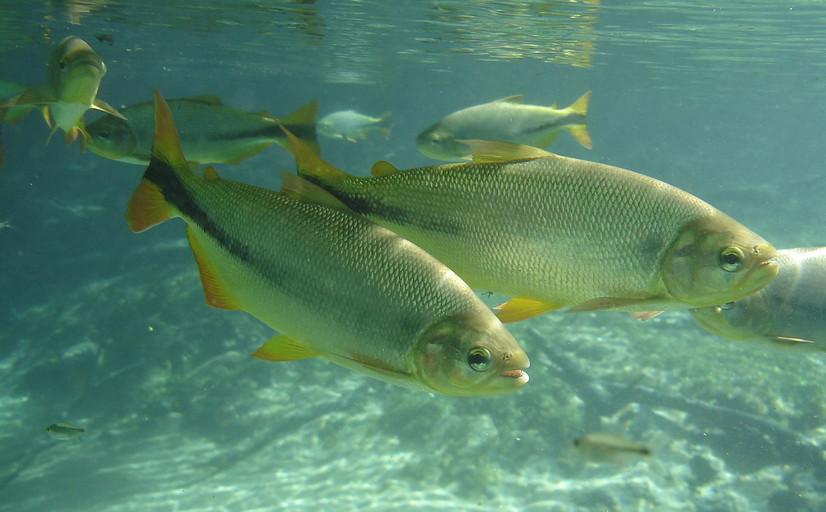
Dois exemplares de Brycon hillarii

As fêmeas da espécie chegam a medir cerca de 80 centímetros de comprimento e podem pesar 10 quilogramas, enquanto os machos chegam a medir 60 centímetros e podem pesar apenas 3,5 quilogramas. O maior exemplar encontrado no rio Paraná tinha 70 centímetros de comprimento e pesava 6 kg.
Seu corpo é alongado, sendo que sua parte dorsal é um pouco mais altas em exemplares mais velhos. Seu corpo possui um tom acinzentando puxando para azul-esverdeado, enquanto suas barbatanas são de cor laranja e brilhantes. Seu pedúnculo caudal é preto e suas brânquias são pequenas com relação à sua cabeça, sendo desproporcionais.
É uma espécie migratória que se alimenta principalmente de frutas, materiais orgânicos, sementes, plantas e pequenos peixes. No rio Uruguai, atingem sua maturidade sexual entre o primeiro e segundo ano de vida e, no rio Paraná, a atingem no terceiro ano de vida, com um tamanho médio de 30 centímetros. O período de desova ocorre entre dezembro de janeiro e os ovos são postos bem próximos à coluna d'água, no período das cheias. A eclosão ocorre após 16 horas da fertilização, quando a temperatura da água é de, aproximadamente, 26 °C.

### Risco de extinção
Os fatores ecológicos e climáticos de influência antrópica são as principais causas do desparecimento de grande parte da população da espécie. Na bacia do rio Paraná, a construção intensiva de barragens, a fragmentação das trilhas de desova, a fragmentação dos habitat, a destruição das matas ciliares e a pesca intensiva foram as principais causas para o declínio da população. Isso fez com que a espécie fosse considerada criticamente ameaçada de extinção.

### Importância econômica
Devido a seu rápido crescimento populacional, a sua capacidade de adaptar-se a um sistema controlado, como a aquicultura, e a seu alto valor econômico, a espécie atraiu grande atenção dos criadores, tanto em termos de aumento da produção como no aumento da conservação da espécie.